# Pranjani
Pranjani (en serbe cyrillique : Прањани) est une localité de Serbie située dans la municipalité de Gornji Milanovac, district de Moravica. Au recensement de 2011, elle comptait 1 519 habitants.
Pranjani est officiellement classé parmi les villages de Serbie.

## Démographie

### Évolution historique de la population
| 1948  | 1953  | 1961  |
| ----- | ----- | ----- |
| 2 917 | 2 886 | 2 833 |

| 1971  | 1981  | 1991  |
| ----- | ----- | ----- |
| 2 680 | 2 309 | 2 009 |

| 2002  | 2011  | - |
| ----- | ----- | - |
| 1 786 | 1 519 | - |

|  |

## Personnalités liées à la localité
- Dragoslav Milovanović (1897-1941), résistant serbe de la Seconde Guerre mondiale, est né à Pranjani.